# Anker (norwegische Familie)
Anker (ursprünglich Ancher) ist eine verzweigte norwegische, ehemals adelige Familie schwedischen Ursprungs. Ihr erster norwegischer Vertreter war der Kaufmann Erich Olofson Ancker (1644–1699), der 1668 nach Christiania (Oslo) kam. Seine Söhne waren Bernt Ancher (1680–1724), Vikar in Land, und Jan Ancher (1687–1750), Kaufmann in Bragernes.

## Stammbaum
Dieser Auszug berücksichtigt nur die Zweige, die zu prominenten Familienangehörigen führen. Wenn zwei, durch | getrennte Namen angeführt werden, ist der erste der Geburtsname und der zweite der Name, unter dem die Person bekannt geworden ist. Familiennamen werden bei ihrem ersten Auftritt fett dargestellt. Die vorangestellten Buchstaben dienen der Verdeutlichung der genealogischen Ebenen. Zum Beispiel werden die Nachkommen einer Person A# aufsteigend nach dem Geburtsdatum mit B1, B2, B3 usw. bezeichnet. B3 ist dann das drittälteste der hier angeführten Kinder von A#.

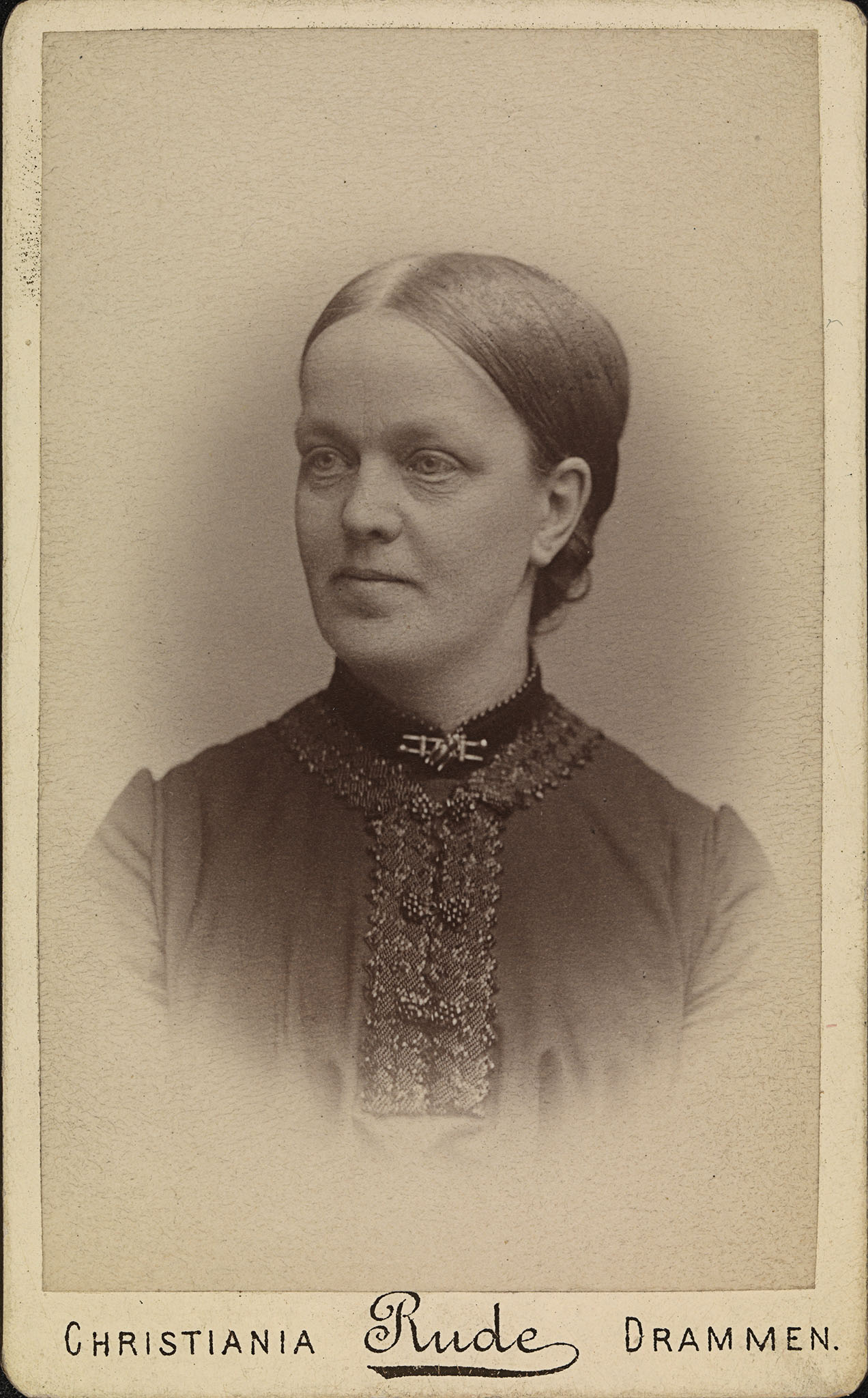
Dikka Møller (1838–1912)
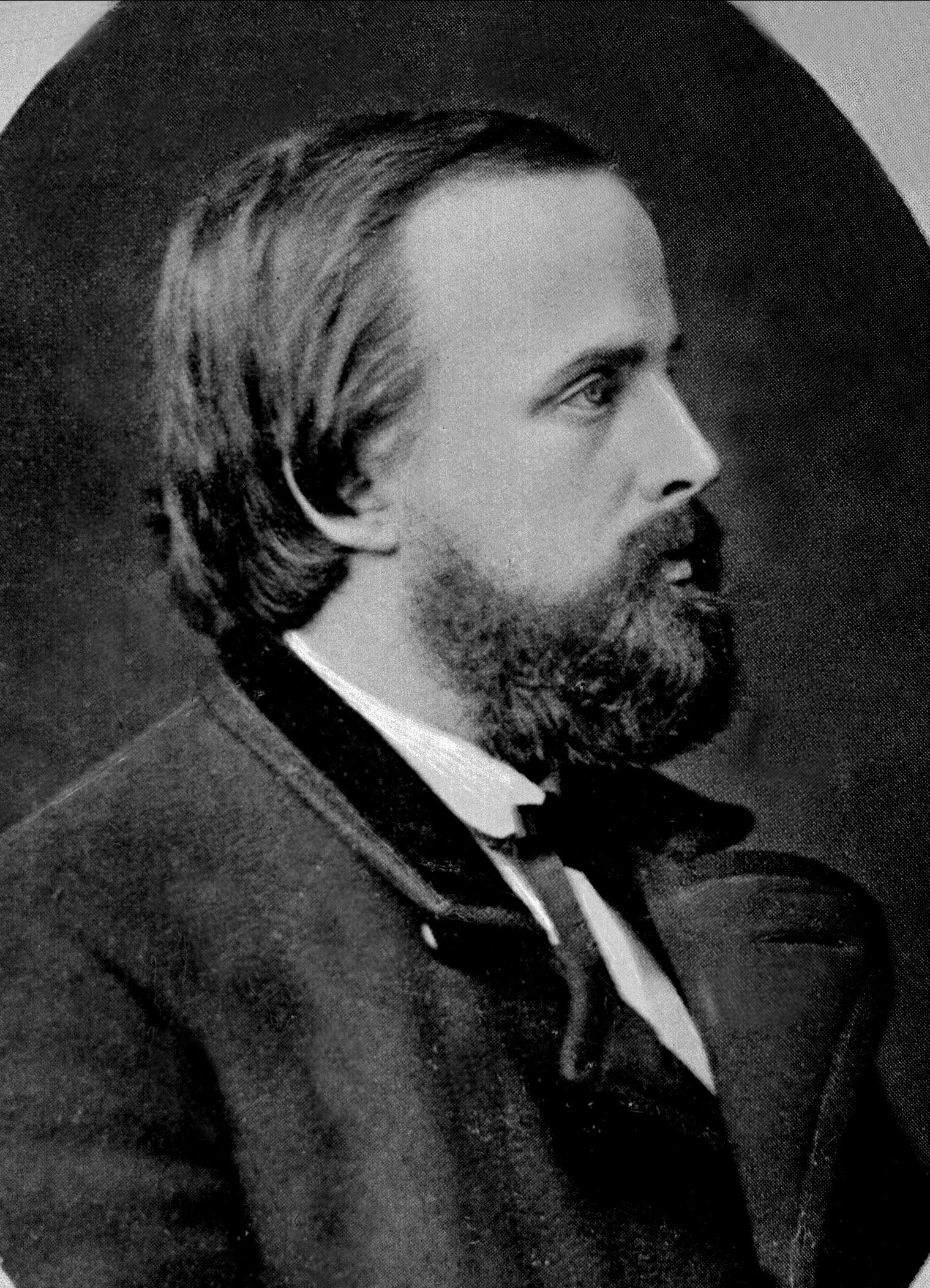
Herman Anker (1839–1896)
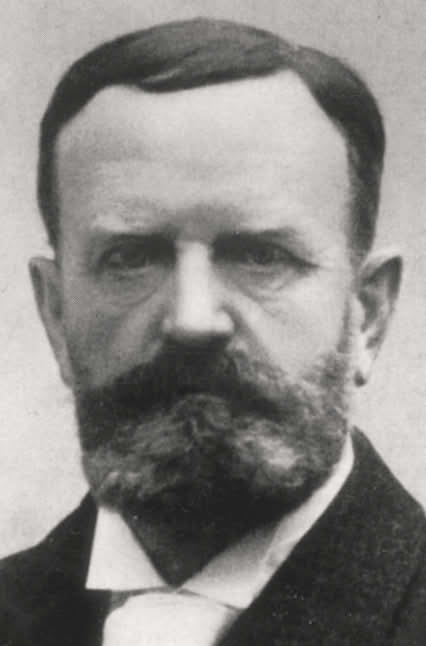
Christian August Anker (1840–1912)
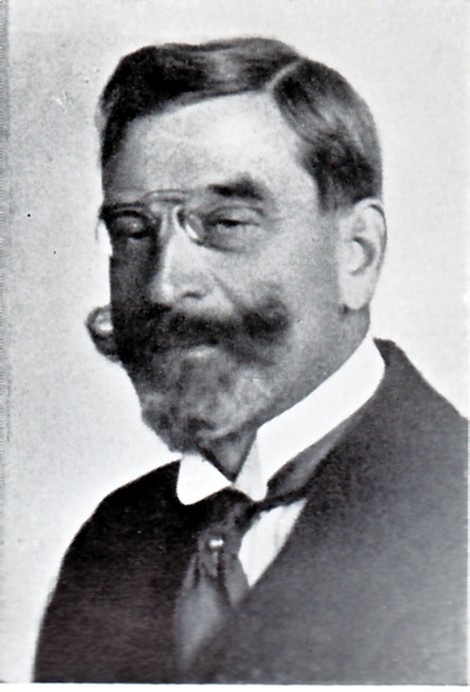
Kai Møller (1859–1940)
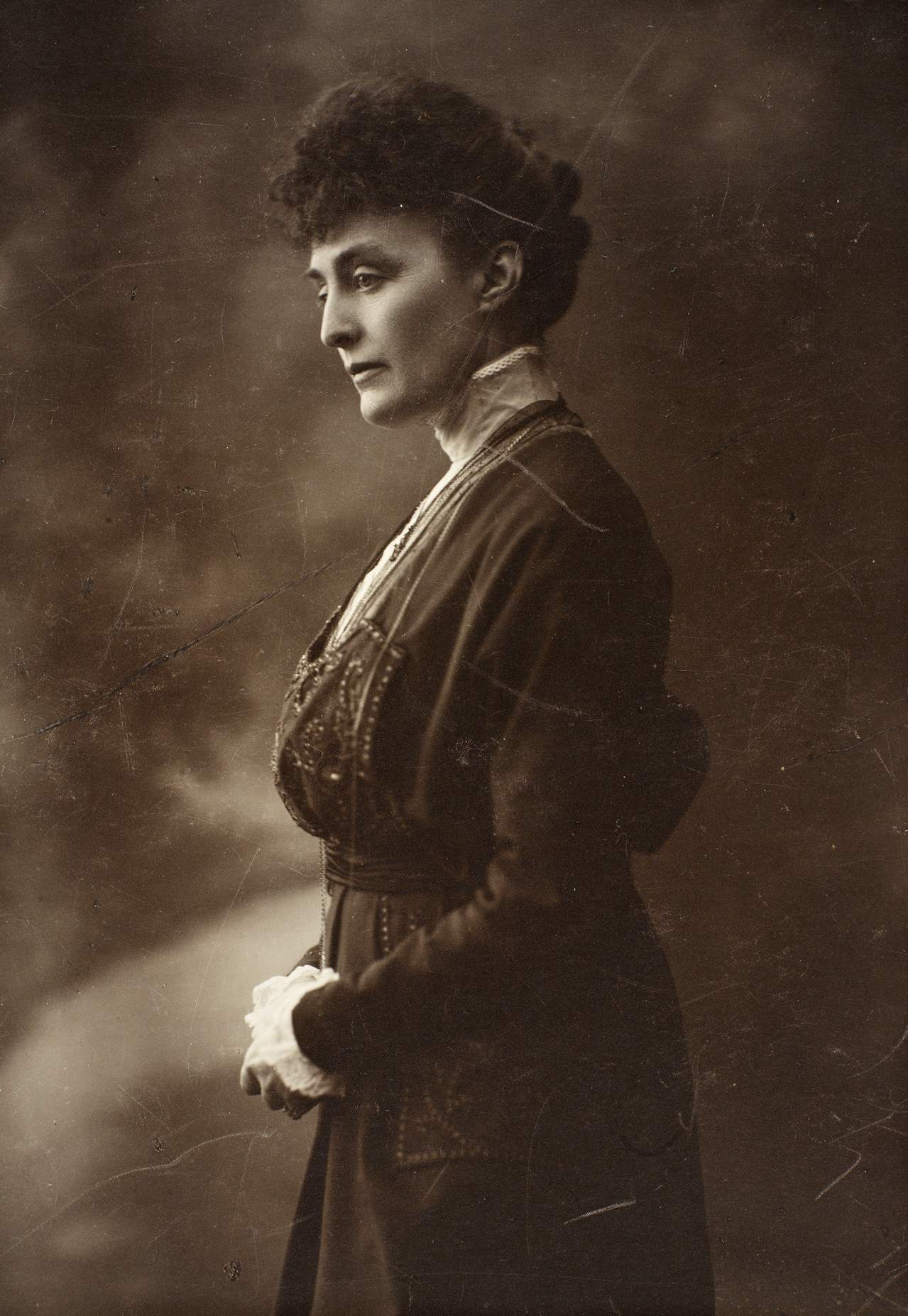
Katti Anker Møller (1868–1945)

- A1 Jan Ancher (1687–1750), Kaufmann in Bragernes ⚭ ?
  - B1 Peter Ancher (1736–1776), Kaufmann in Halden ⚭ Anne Sophie Sæd
    - C1 Niels Anker (1764–1812), Großhändler, 1790 geadelt ⚭ Anette Beate von Wachenitz (1776–1855)
      - D1 Peter Martin Anker (1801–1863), Gutsbesitzer in Rød bei Halden und Parlamentsabgeordneter ⚭ (2) Cathrine Olava Nikoline Gløersen (1814–1902)
        - E1 Nils Anker (1836–1893), Gutsbesitzer und Parlamentsabgeordneter ⚭ Karen Kirstine Frederikke Grønn (1838–1871)
          - F1 Peter Martin Anker (1863–1939), Gutsbesitzer in Rød ⚭ (1) 1892–1907 Nicoline Magdalene Roll|Nini Roll Anker (1873–1942), Schriftstellerin ⚭ (2) 1910 Borghild Rasch geborene Anker|Borghild Anker (1876–1955), Oberhofmeistern
            - G1 Nils Anker (1911–1960), Gutsbesitzer in Rød

        - E2 Diderikke Annette Anker|Dikka Møller (1838–1912), Friedensaktivistin ⚭ 1857 Edvard Johannes Møller (1819–1885), Gutsbesitzer; Bruder von William Møller (1822–1888), Arzt
          - F1 Kai Bisgaard Anker Møller|Kai Møller (1859–1940), Gutsbesitzer und Politiker ⚭ 1889 Kathrine Anker|Katti Anker Møller (1868–1945), Frauenrechtlerin
            - G1 Tove Kathrine Møller|Tove Mohr (1891–1981), Ärztin und Frauenrechtlerin ⚭ 1914 Otto Lous Mohr (1886–1967), Genetiker; Bruder von Hugo Lous Mohr (1889–1970), Maler
              - H1 Tove Agnethe Mohr|Tove Pihl (1924–1987), Pädagogin und Frauenrechtlerin ⚭ 1946 Alexander Pihl (1920–2009), Arzt

            - G2 Mix Anker Møller|Mix Anker Braathen (1896–1959), Abstinenzlerin ⚭ Otto Braathen, Forstwirt

        - E3 Herman Anker (1839–1896), Pädagoge und Postmeister ⚭ Marie Elisabeth Bojsen (1842–1892)
          - F1 Karen Cathrine Anker (1867–1932), ⚭ 1892 Johan Castberg (1862–1926), Richter und Sozialpolitiker
            - Nachkommen von Johan Castberg

          - F2 Kathrine Anker|Katti Anker Møller (1868–1945), Frauenrechtlerin ⚭ 1889 Kai Bisgaard Anker Møller|Kai Møller (1859–1940), Gutsbesitzer und Politiker
          - F3 Eli Birgit Anker|Ella Anker (1870–1958), Journalistin und Schriftstellerin ⚭ 1892 Wilhelm Dunker Dons (1868–1908)
          - F4 Peter Martin Anker (1872–1903), Arzt ⚭ 1892 Marie Reimers (1872–1958)
            - G1 Herman Anker (1901–1970), Arzt ⚭ 1926 Charlotte Amalie Meyer (1897–1985)
              - H1 Peter Anker (1927–2012), Kunsthistoriker und Museumsdirektor

            - G2 Peter Martin Anker (1903–1977), Botschafter

          - F5 Ida Anker (1876–1945) ⚭ 1896 Torgrim Castberg (1874–1928) Konzertmeister und Musikdirektor
            - Nachkommen von Torgrim Castberg

          - F6 Nils Botvid Anker (1878–1943), Chefingenieur ⚭ Gudrun Nilssen (1875–1958), Musikpädagogin
            - G1 Ella Anker (1903–1974), Schauspielerin ⚭ 1927 Frede Castberg (1893–1977), Verfassungsjurist
              - Nachkommen von Frede Castberg

            - G2 Øyvind Anker (1904–1989), Bibliothekar und Literaturhistoriker ⚭ 1933 Eva Høst (1908–1968), Pianistin
              - H1 Eva Pernille Anker|Pernille Anker (1947–1999), Schauspielerin und Sängerin

            - G3 Synnøve Anker|Synnøve Anker Aurdal (1908–2000), Textilkünstlerin  ⚭ (1) 1944 Leon Aurdal (1890–1949) ⚭ (2) 1949 Ludvig Eikaas (* 1920), Bildender Künstler

        - E4 Christian August Anker (1840–1912), Industrieller ⚭ (2) 1868 Christine Charlotte Friis (1848–1899)
          - F1 Johan Anker (1871–1940), Ingenieur und Bootsbauer ⚭ (1) 1895 Julie Frederikke Jacobsen (1872–1962) ⚭ (2) 1910 Nicoline Magdalene Roll|Nini Roll Anker (1873–1942), Schriftstellerin
            - G1 Christian August Anker (1896–1982), Fabriksdirektor in Risør
            - G2 Erik Anker (1903–1994), Direktor der Titan Co.

          - F2 Borghild Anker (1876–1955), Oberhofmeisterin ⚭ (1) 1896 Gottfred Rasch (1874–1908), Disponent ⚭ (2) Peter Martin Anker (1863–1939), Gutsbesitzer in Rød

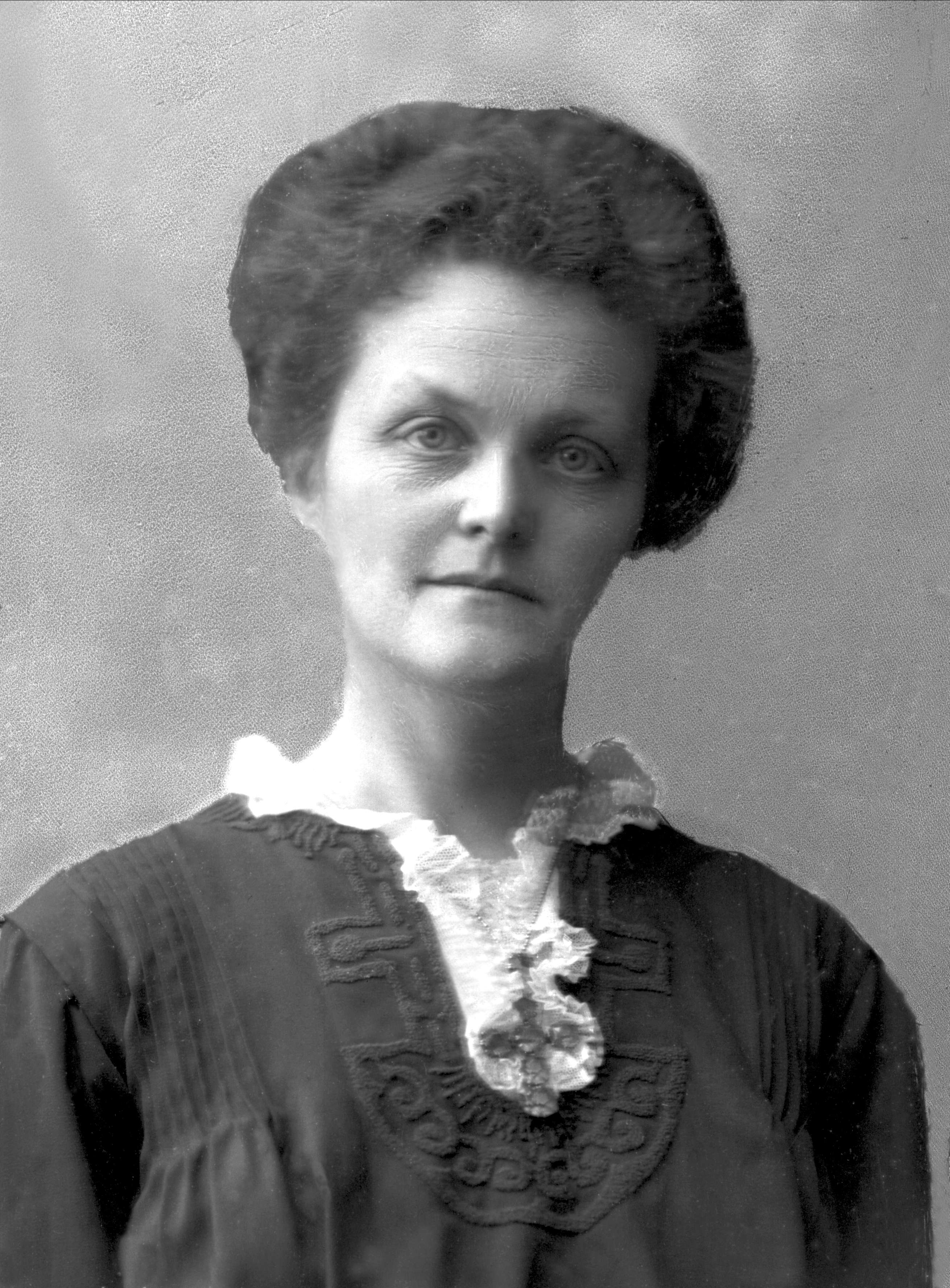
Ella Anker (1870–1958)
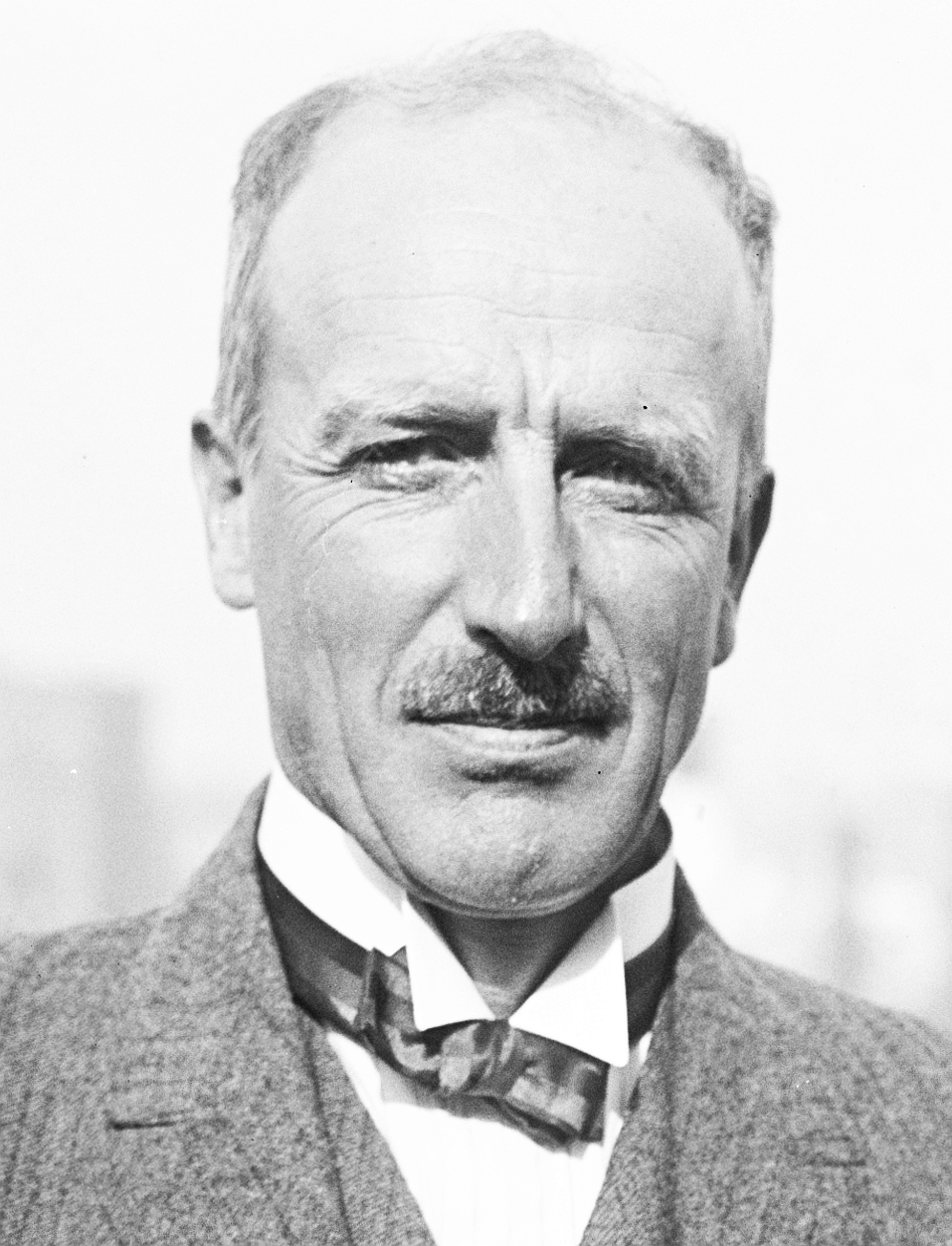
Johan Anker (1871–1940)
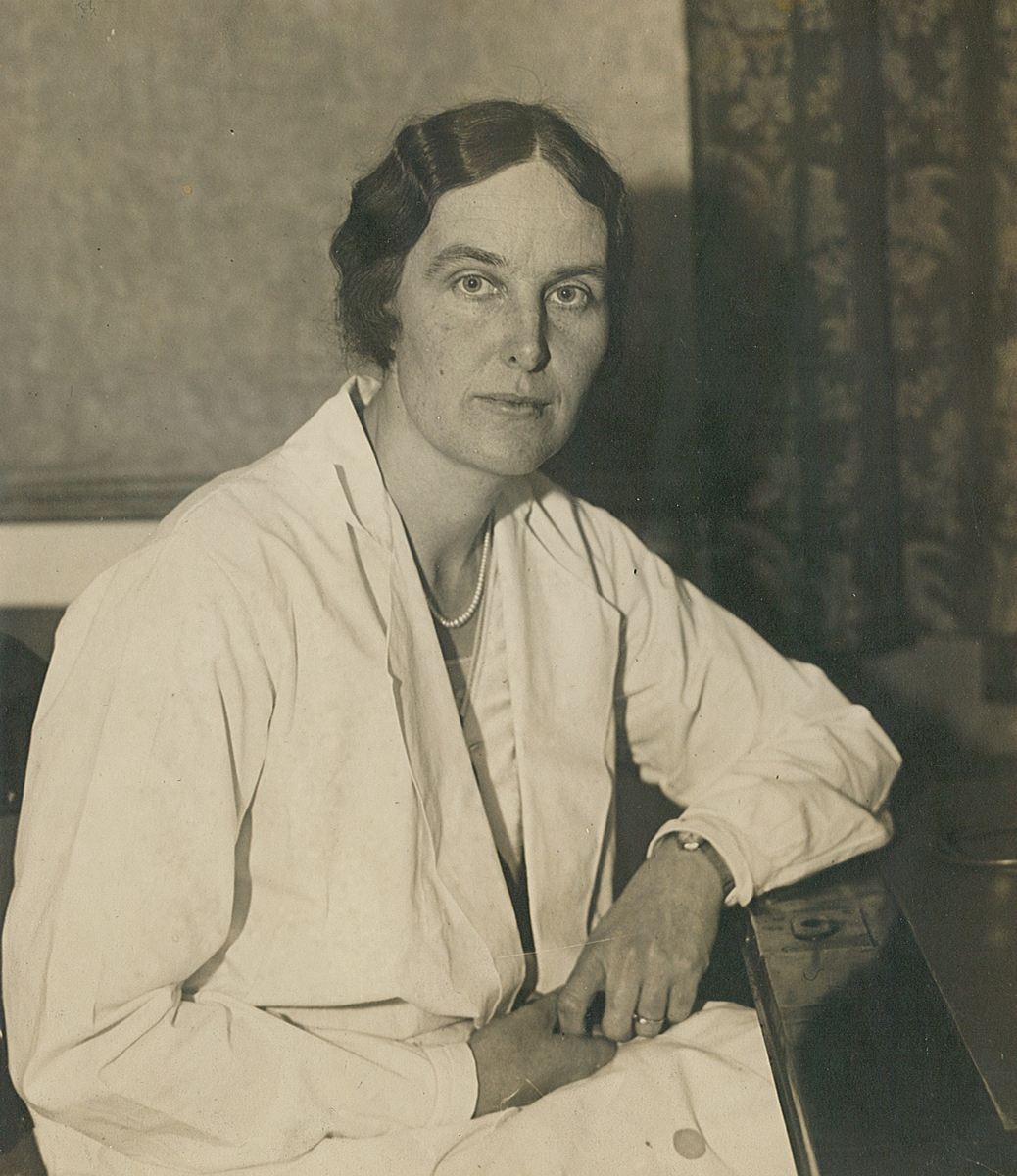
Tove Mohr (1891–1981)
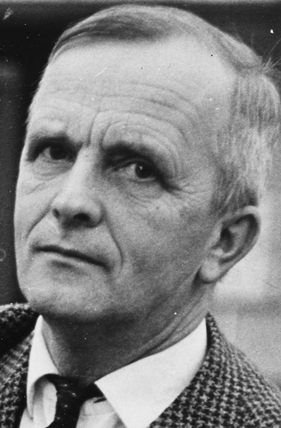
Øyvind Anker (1904–1989)

## Doppelauftreten im Stammbaum
- Kai Bisgaard Anker Møller|Kai Møller (1859–1940), Gutsbesitzer und Politiker ⚭ 1889 Kathrine Anker|Katti Anker Møller (1868–1945), Frauenrechtlerin.
- Nicoline Magdalene Roll|Nini Roll Anker (1873–1942), Schriftstellerin ⚭ (1) 1892–1907 Peter Martin Anker (1863–1939), Gutsbesitzer in Rød ⚭ (2) 1910 Johan Anker (1871–1940), Ingenieur und Bootsbauer.
- Borghild Anker (1876–1955), Oberhofmeisterin ⚭ (1) 1896 Gottfred Rasch (1874–1908), Disponent ⚭ (2) Peter Martin Anker (1863–1939), Gutsbesitzer in Rød.

## Wappen

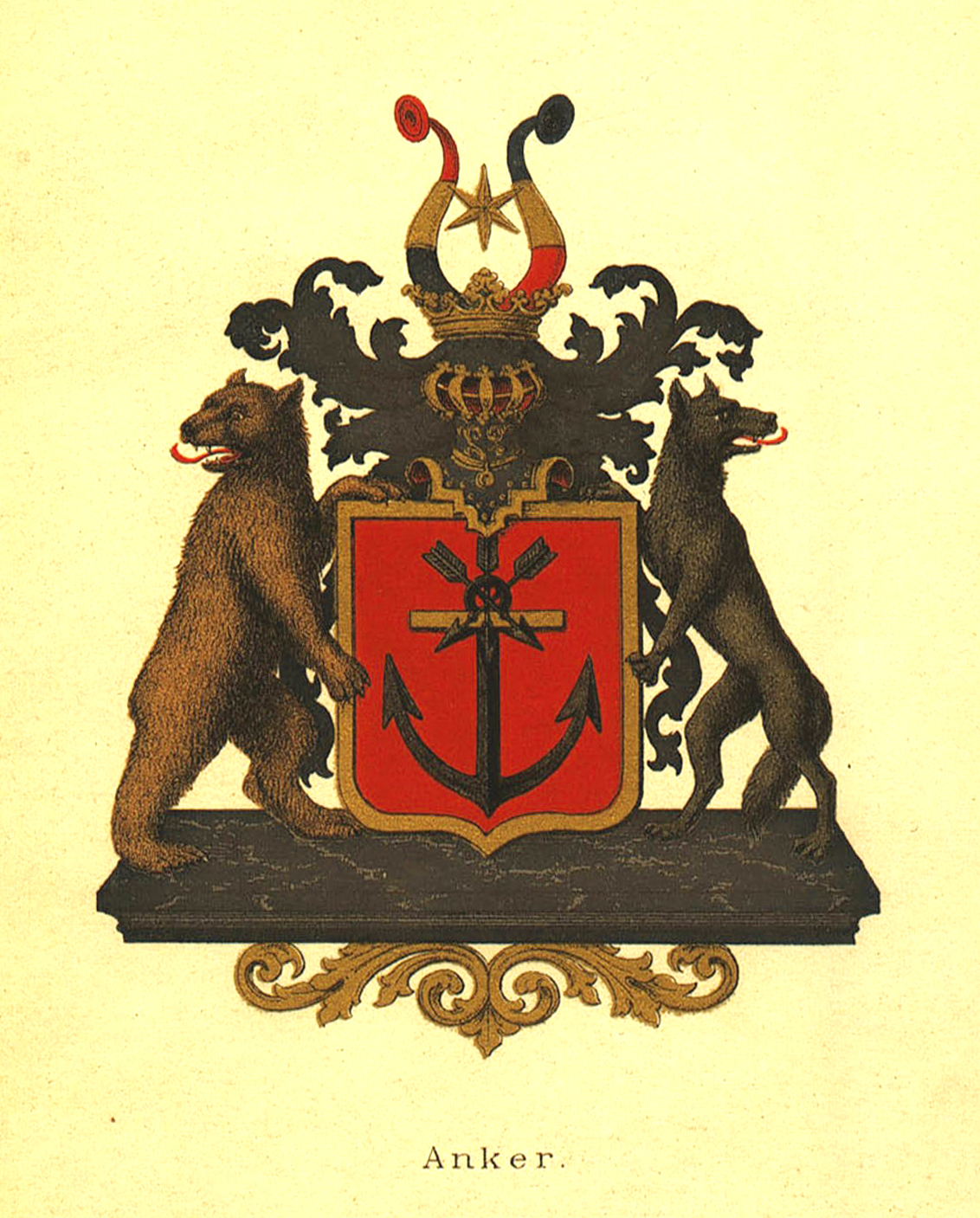
Familienwappen

Wappen: Ein roter Schild mit Goldrand. Darin ein schwarzer Anker mit Gold-Stock, durch dessen Ring 3 schwarze Pfeile ragen. Darauf ein bekrönter Helm mit einem sechsstrahligen goldenen Stern zwischen einem von Rot und Gold
und Silber und eines aus Silber, Gold und Rot geteiltes Gefäßhorn.
Schildhalter: Ein Bär und ein Wolf, beide natürlich gefärbt und mit rückwärtsgewandtem Kopf.